# Macropharyngodon
Macropharyngodon is een geslacht van straalvinnige vissen uit de familie van lipvissen (Labridae). Het geslacht is voor het eerst wetenschappelijk beschreven in 1862 door Bleeker.

## Soorten
De volgende soorten zijn bij het geslacht ingedeeld:
- Macropharyngodon bipartitus (Smith, 1957)
  - Macropharyngodon bipartitus bipartitus Smith, 1957
  - Macropharyngodon bipartitus marisrubri Randall, 1978
- Macropharyngodon choati (Randall, 1978)
- Macropharyngodon cyanoguttatus (Randall, 1978)
- Macropharyngodon geoffroy (Quoy & Gaimard, 1824)
- Macropharyngodon kuiteri (Randall, 1978)
- Macropharyngodon meleagris (Cuvier & Valenciennes, 1839)
- Macropharyngodon moyeri (Shepard & Meyer, 1978)
- Macropharyngodon negrosensis (Herre, 1932)
- Macropharyngodon ornatus (Randall, 1978)
- Macropharyngodon vivienae (Randall, 1978)